# 봉화 청량사 유리보전
봉화 청량사 유리보전(奉化 淸凉寺 琉璃寶殿)은 대한민국 경상북도 봉화군 명호면 북곡리, 청량사에 있는 건축물이다. 1974년 12월 10일 경상북도의 유형문화재 제47호로 지정되었다.

## 개요
청량산에 위치한 청량사는 신라 문무왕 3년(663)에 원효대사가 지은 절이다.
청량산에는 연대사라는 절을 중심으로 크고 작은 26개의 암자가 있어서 당시 신라불교의 요람을 형성했던 곳이다.
유리보전은 약사여래를 모시는 법당으로 약사전이라고도 한다. 늘 바람이 세찬 산골짜기의 한쪽에 나즈막하게 지어졌는데, 법당 앞이 절벽이라 마당이 좁은 편이다.
앞면 3칸·옆면 2칸 규모이며, 지붕 옆면이 여덟 팔(八)자 모양인 팔작지붕집이다. 건물의 대들보 밑에 사이기둥을 세워 후불벽을 설치한 것은 다른 곳에서는 보기 힘든 특징으로 중요하게 평가되고 있다.

## 참고 문헌
- 청량사 유리보전 - 국가유산청 국가유산포털